# Schema Ponzi

Un'illustrazione che mostra la struttura piramidale dello schema Ponzi; le persone in cima alla piramide societaria (i blu) ottengono la maggior parte degli utili mentre le persone alla base (i rossi) si accollano quasi tutti gli oneri in cambio di (false) promesse di carriera e/o ipotetici guadagni futuri.

Lo schema Ponzi è un modello economico di vendita truffaldino ideato da Charles Ponzi (1882-1949), che promette forti guadagni ai primi investitori, a discapito di nuovi "investitori", a loro volta vittime della truffa.

## Storia

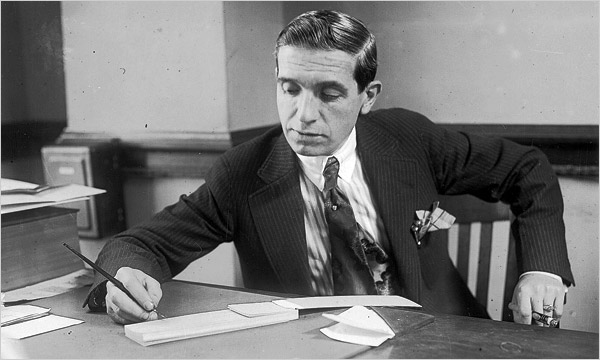
Charles Ponzi nel 1920 mentre lavorava come uomo d'affari nei propri uffici di Boston

La tecnica prende il nome da Charles Ponzi, un immigrato italiano negli Stati Uniti, che divenne famigerato per avere applicato una simile truffa su larga scala nei confronti delle comunità di immigrati prima e poi in tutta la nazione, tentando di servirsi a suo vantaggio della differenza di valore, tra un Paese e l'altro, dei buoni postali di risposta internazionale. Alcuni affermano che Ponzi non fu il primo a usare questa tecnica, che venne escogitata nel 1872 dalla bavarese Adeleide Spitzeder (1832-1895) e perfezionata, nel 1880, dalla statunitense Sarah Howe (1826-1892), ma Ponzi ebbe tanto successo da legarvi il suo nome. Con la sua truffa coinvolse infatti 40 000 persone e, partendo dalla modica cifra di due dollari, arrivò a raccoglierne oltre 15 milioni.
Lo schema di Ponzi si è sviluppato nel tempo in varianti più complesse, pur mantenendo la stessa base teorica e continuando a sfruttare l'avidità, l'ignoranza o le necessità delle persone. Oggi esistono normative al riguardo, per cui strutture con questi schemi risultano illegali in ogni parte del mondo, a tutela sia delle persone che delle aziende che scelgono di avvalersi del marketing multilivello.
Diversi, negli anni e in tutto il mondo, sono stati i casi di truffa messi in atto seguendo lo schema di Ponzi. In Italia uno degli episodi più clamorosi è stato negli anni cinquanta il cosiddetto caso Giuffrè; in Albania negli anni novanta, approfittando dello stato di caos seguito alla caduta del comunismo (la cosiddetta anarchia albanese del 1997), erano sorte molte imprese finanziarie "piramidali", che seguivano lo schema di Ponzi e che in gran parte fallirono nel 1997, generando ulteriore caos finanziario e politico nel paese, oltre che la perdita dei risparmi per oltre un terzo delle famiglie albanesi. Tra il 1992 e il 1994 in Romania lo scandalo Caritas ebbe un giro d'affari valutato intorno al miliardo di dollari.
Lo schema di Ponzi è tornato alla ribalta internazionale il 12 dicembre 2008, a causa dell'arresto di Bernard Madoff, ex presidente del NASDAQ e uomo molto noto nell'ambiente di Wall Street. L'accusa nei suoi confronti è di aver creato una truffa compresa tra i 50 e i 65 miliardi di dollari (una delle maggiori della storia degli Stati Uniti) proprio sul modello dello schema di Ponzi, attirando nella sua rete molti fra i maggiori istituti finanziari mondiali. Il 12 marzo 2009 Bernard Madoff si dichiarò colpevole di tutti gli undici capi d'accusa a lui ascritti e fu condannato a 150 anni di carcere.
A tale proposito, in un articolo uscito su Le Figaro Magazine dell'estate 2025, dove si cita il libro di Hilary Spurling La Grande Thérèse (Alia 2023), è scritto che potrebbe essere Thérèse Humbert l'iniziatrice accidentale della famosa piramide di Ponzi, che sarà inventata qualche anno più tardi e il cui schema è apprezzato tra tutti i truffatori del pianeta come Bernard Madoff.
Fra gli altri casi assurti alle cronache internazionali, nel giugno 2013 viene arrestato il tunisino Adel Dridi, per aver truffato migliaia di piccoli risparmiatori tunisini applicando lo schema Ponzi. Nell'agosto 2016 la polizia cinese arresta 26 persone, con l'accusa di aver messo in atto una truffa finanziaria attraverso il portale online Ezubao, per un totale di 7,6 miliardi di dollari. Tra il 2014 e il 2017 la faccendiera bulgara Ruja Ignatova raggira centinaia di migliaia di persone in tutto il mondo attraverso la falsa criptovaluta OneCoin, per un valore complessivo di 3,8 miliardi di euro: vistasi scoperta, fa perdere le proprie tracce. È annoverata tra i principali ricercati dell’FBI.

## Caratteristiche
Fasi dello schema Ponzi:
- Fase A. Al potenziale cliente viene promesso un investimento con rendimenti superiori ai tassi di mercato, in tempi ravvicinati.
- Fase B. Dopo poco tempo viene restituita parte o l’intera somma investita, facendo credere che il sistema funzioni veramente.
- Fase C. Si sparge la voce dell'investimento molto redditizio; altri clienti cadono nella rete. Si continuano a pagare gli interessi con i soldi via via incassati (la finanziaria ha capitale sociale zero, ma gli investitori non lo sanno).
- Fase D. Lo schema si interrompe quando le richieste di rimborso superano i nuovi versamenti[12].

Lo schema di Ponzi permette a chi comincia la catena e ai primi coinvolti di ottenere alti ritorni economici a breve termine, ma richiede continuamente nuove vittime disposte a pagare le quote. I guadagni derivano infatti esclusivamente dalle quote pagate dai nuovi investitori e non da attività produttive o finanziarie. Il sistema è naturalmente destinato a terminare con perdite per la maggior parte dei partecipanti, perché i soldi "investiti" non danno alcuna vera rendita né interesse, essendo semplicemente incamerati dai primi coinvolti nello schema che li useranno inizialmente per rispettare le promesse. La diffusione della truffa spesso diventa di tale portata da renderla palese, portando alla sua interruzione da parte delle autorità.
Le caratteristiche tipiche sono:
- promessa di alti guadagni a breve termine;
- ottenimento dei guadagni da escamotage finanziari o da investimenti di "alta finanza" documentati in modo poco chiaro;
- offerta rivolta ad un pubblico non competente in materia finanziaria;
- investimento legato ad un solo promotore o azienda.

Risulta evidente che il rischio di investimento in operazioni che sfruttano questa pratica è molto elevato. Il rischio è crescente al crescere del numero degli iscritti, essendo sempre più difficile trovare nuovi adepti. In Italia, Stati Uniti e in molti altri Paesi, questa pratica è un reato, essendo a tutti gli effetti una truffa.

## Esempio
Lo schema Ponzi è strutturato in più passaggi, che si possono riassumere in questo modo:
- Un truffatore, tramite il passaparola o i social, diffonde la voce dell'avvio di un nuovo programma di investimento, promettendo guadagni fuori dagli standard, ad esempio il 10% al mese; quando gli viene chiesto in cosa consiste l'investimento o come funziona, risponde riferendosi in termini fumosi a meccanismi complessi o incomprensibili.
- Un primo gruppo di vittime crede al truffatore, e inizia a versargli le proprie quote; il truffatore inizia così ad accumulare un capitale dato dal totale delle quote versate fino ad allora. Non essendo chiaro il modo in cui il denaro investito viene fatto "fruttare", in questa prima fase solo pochi investitori danno fiducia al truffatore, il quale assicura loro di rispettare i patti: promette di pagare quanto pattuito, anche se per farlo dovesse andare in perdita.
- Il tempo passa, e, se la truffa riesce, altre vittime si aggiungono, incrementando il capitale. Dopo un mese, il truffatore restituisce al gruppo iniziale di vittime la quota iniziale più il 10%, per fingere che l'investimento stia avendo successo; in realtà il 10% viene preso dalle quote delle vittime che intanto si sono aggiunte.
- Gli "investitori" del gruppo di partenza, visto il risultato, diffondono ulteriormente la voce, facendo affluire altre vittime nel giro. Se l'afflusso di vittime è sufficiente, lo schema si auto-alimenta in questo modo per un po', finché, una volta accumulato abbastanza capitale, il truffatore sparisce nel nulla con i soldi presenti in quel momento o viene smascherato dalle forze dell'ordine.

La continua necessità di attirare nuove vittime è il punto debole dello schema, che alla fine lo porta a diventare insostenibile e a collassare da solo, non riuscendo a ripagare gli investimenti.